# Dischistus plumipalpis
Dischistus plumipalpis är en tvåvingeart som beskrevs av Mario Bezzi 1921. Dischistus plumipalpis ingår i släktet Dischistus och familjen svävflugor. Inga underarter finns listade i Catalogue of Life.